# 1585
1585 (MDLXXXV) fue un año común comenzado en martes del calendario gregoriano y un año común comenzado en viernes del calendario juliano.

## Acontecimientos
- En Francia se libra la octava guerra de religión (Guerras de religión).
- Los Países Bajos españoles adoptan el calendario gregoriano.
- 10 de marzo: en la actual Bélgica, finaliza el sitio de Bruselas después 8 meses de asedio, la ciudad capitula ante las tropas imperiales al mando de Alejandro Farnesio (duque de Parma).
- 1 de mayo: el cardenal Peretti es elegido papa y asume el seudónimo «Sixto V».
- 11 de junio: Un terremoto de 9,2 sacude las islas Aleutianas provocando un gran tsunami que llega hasta las costas de Sanriku, Japón.
- 17 de agosto: finaliza el sitio de Amberes, que duró 13 meses, con la victoria de las tropas españolas al mando de Alejandro Farnesio y Juan del Águila.
- 20 de agosto: las Provincias Unidas de los Países Bajos ―en el marco de la guerra de Flandes― firman el tratado de Nonsuch con el Reino de Inglaterra, estableciendo una alianza militar contra los españoles.
- 17 de octubre: en la actual México Álvaro Manrique de Zúñiga (marqués de Villamanrique) entra en funciones como séptimo virrey de la Nueva España.
- 8 de diciembre: en Países Bajos se produce el milagro de Empel (se congela la superficie del río Mosa, lo que permite que el ejército venza a los defensores neerlandeses), por el cual una estatuilla de la «Inmaculada Concepción» (la Virgen María) es proclamada patrona de los tercios españoles.

## Arte y literatura
- Miguel de Cervantes Saavedra publica La Galatea.

## Ciencia y tecnología
- Giordano Bruno: La cábala del caballo Pegaseo y del asno Cilénico.

## Nacimientos
- 1 de marzo: Jean de Saint-Bonnet, mariscal francés (f. 1636).
- Marzo: Miyamoto Musashi, escritor y espadachín japonés (f. 1645).
- 2 de marzo: Juan Macías, religioso dominico español, radicado en Perú, y canonizado por la Iglesia católica (f. 1645).
- 28 de junio: Baltasar Elisio de Medinilla, poeta español (f. 1620).
- 9 de septiembre: Cardenal Richelieu (Armand-Jean du Plessis), religioso y político francés, primer ministro del rey Luis XIII.
- 22 de diciembre: Christoph Müller, «el niño con el diente de oro», estafador alemán.[1]

## Fallecimientos
- 10 de abril: Gregorio XIII, papa italiano.
- 15 de mayo: Niwa Nagahide, samurái japonés de los periodos Sengoku y Azuchi-Momoyama (n. 1535).
- 4 de junio: Marc-Antoine Muret, humanista francés (n. 1526).
- 27 de diciembre: Pierre de Ronsard, poeta francés (n. 1524).